# Melinaea menophilus
Melinaea menophilus är en fjärilsart som beskrevs av William Chapman Hewitson. Melinaea menophilus ingår i släktet Melinaea och familjen praktfjärilar. Inga underarter finns listade i Catalogue of Life.